# Boubacar Diarra (calciatore 1994)
Boubacar Diarra (Bamako, 18 aprile 1994) è un calciatore maliano, difensore del Real Bamako.

## Palmarès

### Club

#### Competizioni nazionali
- Campionato della Repubblica Democratica del Congo: 2

TP Mazembe: 2013, 2014
- Supercoppa della Repubblica Democratica del Congo: 2

TP Mazembe: 2013, 2014

#### Competizioni internazionali
- CAF Champions League: 1

TP Mazembe: 2015